# David Bielkheden
David Bielkheden, född 6 juni 1979 i Stockholm, är en svensk före detta MMA-utövare. Han tävlade i UFC, Pride FC, Cage Warriors och avslutade karriären i Superior Challenge som regerande welterviktsmästare. Bielkheden tävlade för Allstars Training Center.

## Biografi
Bielkheden inledde sin kampsportskarriär med kickboxning vid 13 års ålder innan han 1998 fick upp ögonen för Brasiliansk Jiu-Jitsu, vilket han tränade under Richard Andersson. Bielkheden erhöll svart bälte i BJJ år 2006.
Tävlingskarriären inom MMA inleddes i november 2001 i FinnFight 5 med en förlust mot Arben Lafti. Efter denna förlust kom dock en serie vinster vilket öppnade för möjligheter att tävla i mer framstående galor och i november 2006 fick Bielkheden chansen att gå en match i Pride FC. En match som dock slutade i förlust. I januari 2008 fick Bielkheden chansen i UFC 82 mot den etablerade The Ultimate Fighter-veteranen Diego Sanchez som besegrade svensken i första ronden.
Bielkheden besegrade fransmannen Jess Liaudin på poäng under UFC 89, nu i lättviktsklassen. Därmed blev Bielkheden den andre svensken någonsin att vinna i organisationen UFC efter Per Eklund, som vann sin match under samma gala. I sin tredje match i UFC, på UFC 97 den 18 april 2009, förlorade Bielkheden åter igen i första ronden, den här gången mot kanadensaren Mark Bocek. Efter förlusten mot Bocek valde UFC att inte förlänga sitt kontrakt med Bielkheden.
Efter att ha blivit släppt från UFC gick Bielkheden en rad matcher med olika resultat, bland annat vid Superior Challenge 6 mot Daniel Acacio den 29 oktober 2010. Den matchen förlorade han på domslut. Dessförinnan gick han match i United Glory-galan i Holland den 16 oktober 2010. Den matchen förlorade David Bielkheden mot Tommy Depret i första minuten i den första ronden, via en giljotinstrypning.
Den 29 april 2011 offentliggjordes att Bielkheden i samband med Superior Challenge 6 lämnat ett dopingprov med spår av den förbjudna substansen methylhexanamin. Som ett resultat av detta stängdes Bielkheden av från allt tävlande i Sverige i två år.
Den 17 september 2014 ryktades att Bielkheden återigen ska ha skrivit kontrakt med UFC och att han förväntades kliva in i oktagonen den 4 oktober 2014 vid "UFC Sweden 3". Ryktet visade sig senare inte stämma och den 29 november samma år mötte Bielkheden Florent Betorangal vid "Superior Challenge 11". Han vann match han via submission. Nära nog 6 månader senare var det dags igen, den här gången vid Superior Challenge 12 där han mötte Cody McKenzie som han besegrade via enhälligt domslut. Efter det följde den första (och hittills enda) Scandinavian Fight Night där han som deras huvudmatch, main event, gick mot Adrian Grec och vann det nyinstiftade och vakanta welterviktsbältet.
Efter det följde Bielkhedens tävlingsfacit mer eller mindre Superior Challenges schema. Han gick match vid SC 14 mot Luis Ramos och vann via TKO. Vid SC 15 mötte han Morten Djursaa och besegrade denne via domslut för att vinna welterviktstiteln. Både vid SC 16 och SC 18 var han med och försvarade sin titel, men vid SC 19 i maj 2019 bröts hans sex år långa segersvit då han förlorade via enhälligt domslut mot Patrik Pietilä. Matchen var dock ingen titelmatch så han förblev welterviktsmästare. Bielkheden meddelade via sociala medier sin pensionering från MMA via sociala medier 2 april 2021 något oväntat då han redan var inbokad att försvara sin titel mor norrmannen Håkan Foss vid Superior Challenge 22 på Cirkus i Stockholm 29 maj.
Bland de mer namnkunniga motståndare Bielkheden mötte i sin karriär märks  "Jacaré" Souza vid ADCC Submission wrestling World Championship 2005 i en match Bielkheden förlorade via kimura.

## Mästerskap och utmärkelser

### MMA
- Superior Challenge
  - Welterviktsmästare (2017–2021)
- Scandinavian Fight Nights
  - Welterviktsmästare (2016–2021)

### Shooto
- Svensk Shootomästare weltervikt (2005)

### Submission wrestling
- Franska öppna 
  - Vinnare debutantklassen (1999)
- Iron Man UK vinnare (2000)
- BadBoy cup vinnare (2001)
- Grapplers Paradise vinnare (2001)
- Fighter Extreme vinnare (2002)
- Finska öppna (2002)
  - Submission wrestlingvinnare
  - BJJ-vinnare
- Pan American (2003)
  - Vinnare lilabältesklass
- Exhale BJJ öppna (2003)
  - Vinnare lilabältesklass
- Finska öppna (2003)
  - Submission wrestlingvinnare
- Vinnare ADCC Holländska öppna (2004)
- SM submission wrestling vinnare (2010)
- SM submission wrestling vinnare (2012)

## Tävlingsfacit MMA
| Resultat | Facit | Motståndare          | Metod                   | Evenemang                                  | Datum             | Rond | Tid  | Plats                     | Notering                                                     |
| -------- | ----- | -------------------- | ----------------------- | ------------------------------------------ | ----------------- | ---- | ---- | ------------------------- | ------------------------------------------------------------ |
| Förlust  | 0-1   | Arben Lafti          | Domslut                 | FinnFight 5                                | 24 november 2001  | 2    | 5:00 | Åbo, Finland              |                                                              |
| Vinst    | 1-1   | Kai Rintakorpi       | Submission (slag)       | Shooto Finland: Cold War                   | 22 februari 2003  | 1    | 2:34 | Åbo, Finland              |                                                              |
| Vinst    | 2-1   | Joni Kyllonen        | Domslut (enhälligt)     | Shooto Finland - Capital Punishment        | 15 september 2003 | 2    | 5:00 | Helsingfors, Finland      |                                                              |
| Vinst    | 3-1   | Kimmo Nurkse         | Domslut (enhälligt)     | FinnFight 7                                | 1 november 2003   | 1    | 1:58 | Åbo, Finland              |                                                              |
| Vinst    | 4-1   | Charles McCarthy     | Submission (slag)       | Absolute Fighting Championships            | 27 februari 2004  | 1    | 3:33 | Ft. Lauderdale, FL, USA   |                                                              |
| Vinst    | 5-1   | Sigitas Antanavicius | TKO (slag)              | Shooto Finland: Capital Punishment 2       | 5 april 2004      | 1    | 1:57 | Helsingfors, Finland      |                                                              |
| Förlust  | 5-2   | Ryuta Sakurai        | Domslut (enhälligt)     | Shooto: 7/16 in Korakuen Hall              | 16 juli 2004      | 3    | 5:00 | Tokyo, Japan              |                                                              |
| Vinst    | 6-2   | Valdas Pocevicius    | Domslut                 | Shooto Sweden: Initial Collision           | 3 september 2004  | 3    | 5:00 | Stockholm, Sverige        |                                                              |
| Vinst    | 7-2   | Tom Haddock          | KO                      | Fight Night 2                              | 10 september 2004 | 1    | 1:42 | Belfast, Nordirland       |                                                              |
| Vinst    | 8-2   | Patrick Vallee       | Submission (armbar)     | Shooto Sweden: Second Impact               | 12 mars 2015      | 1    | 3:30 | Stockholm, Sverige        | Vann svenska Shooto welterviktstiteln                        |
| Förlust  | 8-3   | Shiko Yamashita      | Domslut (majoritet)     | Shooto: 4/23 in Hakata Star Lanes          | 23 april 2005     | 3    | 5:00 | Hakata, Fukuoka, Japan    |                                                              |
| Vinst    | 9-3   | Shiko Yamashita      | Submission (rear-naked) | Cage Warriors Strike Force 3               | 1 oktober 2005    | 1    | 4:52 | Coventry, England         |                                                              |
| Vinst    | 10-3  | Steve Dawson         | KO (slag)               | Cage Warriors Strike Force 5               | 26 mars 2006      | 1    | 0:50 | Coventry, England         |                                                              |
| Förlust  | 10-4  | Phil Norman          | Domslut (enhälligt)     | Cage Warriors Cage Rage 17                 | 1 juli 2006       | 3    | 5:00 | London, England           |                                                              |
| Förlust  | 10-5  | Mitsuhiro Ishida     | Domslut (enhälligt)     | Pride Bushido 13                           | 5 november 2006   | 2    | 5:00 | Yokohama, Kanagawa, Japan | Lättvikt                                                     |
| Vinst    | 11-5  | Lubomir Guedjev      | Domslut (enhälligt)     | FinnFight 9                                | 15 december 2007  | 2    | n/a  | Åbo, Finland              |                                                              |
| Vinst    | 12-5  | Nikola Matic         | TKO                     | FinnFight 9                                | 12 januari 2008   | 1    | n/a  | Belgrad, Serbien          |                                                              |
| Förlust  | 12-6  | Diego Sanchez        | Submission (slag)       | UFC 82                                     | 1 mars 2008       | 1    | 4:43 | Columbus, OH, USA         |                                                              |
| Vinst    | 13-6  | Jess Liaudin         | Domslut (enhälligt)     | UFC 89                                     | 18 oktober 2008   | 3    | 5:00 | Birmingham, England       |                                                              |
| Förlust  | 13-7  | Mark Bocek           | Submission (rear-naked) | UFC 97                                     | 18 april 2009     | 1    | 4:57 | Montréal, Québec, Kanada  |                                                              |
| Vinst    | 14-7  | Ufuk Isgusarer       | Domslut (enhälligt)     | Upcoming Glory 5                           | 27 juni 2009      | 5    | 5:00 | Deventer, Nederländerna   | Main event                                                   |
| Vinst    | 15-7  | Ville Räsänen        | TKO (slag)              | Helsinki Fight Night                       | 28 november 2009  | 1    | 3:06 | Helsingfors, Finland      |                                                              |
| Vinst    | 16-7  | Musa Khamanaev       | TKO (slag)              | M-1 Selection 2010: Western Europe Round 3 | 29 maj 2010       | 2    | 1:57 | Helsingfors, Finland      |                                                              |
| Förlust  | 16-8  | Tommy Depret         | Submission (giljotin)   | United Glory 12                            | 16 oktober 2010   | 1    | 0:36 | Amsterdam, Nederländerna  | Tillbaka till weltervikt                                     |
| Förlust  | 16-9  | Daniel Acácio        | DQ (ändrat)             | Superior Challenge 6                       | 29 oktober 2010   | 3    | 5:00 | Stockholm, Sverige        | För welterviktstiteln. Vinst ändrad till DQ efter dopingtest |
| Förlust  | 16-10 | Flávio Álvaro        | Domslut (delat)         | MMA Against Dengue                         | 27 november 2011  | 3    | 5:00 | Rio de Janeiro, Brasilien |                                                              |
| Vinst    | 17-10 | Edgar Dayan          | TKO (slag)              | MMA Against Dengue 2                       | 4 mars 2012       | 1    | 1:19 | Rio de Janeiro, Brasilien |                                                              |
| Förlust  | 17-11 | Cathal Pendred       | Domslut (enhälligt)     | Cage Warriors 47                           | 2 juni 2012       | 3    | 5:00 | Dublin, Irland            |                                                              |
| Förlust  | 17-12 | Marcus Davis         | Domslut (enhälligt)     | Superior Challenge 8                       | 6 oktober 2012    | 3    | 5:00 | Malmö, Sverige            |                                                              |
| Vinst    | 18-12 | Diego Gonzalez       | Domslut (enhälligt)     | Golden Ring: Wallberg vs Prazak            | 14 juni 2013      | 3    | 5:00 | Stockholm, Sverige        |                                                              |
| Vinst    | 19-12 | Besam Yousef         | Domslut (enhälligt)     | Superior Challenge 10                      | 3 maj 2014        | 3    | 5:00 | Helsingborg, Sverige      |                                                              |
| Vinst    | 20-12 | Florent Betorangal   | Submission (kneebar)    | Superior Challenge 11                      | 29 november 2014  | 2    | 4:59 | Södertälje, Sverige       |                                                              |
| Vinst    | 21-12 | Cody McKenzie        | Domslut (enhälligt)     | Superior Challenge 12                      | 16 maj 2015       | 3    | 5:00 | Malmö, Sverige            |                                                              |
| Vinst    | 22-12 | Adrian Grec          | TKO (slag)              | Scandinavian Fight Nights 1                | 4 juni 2016       | 3    | 5:00 | Solna, Sverige            | Vann welterviktstiteln                                       |
| Vinst    | 23-12 | Luis Ramos           | TKO (slag)              | Superior Challenge 14                      | 8 oktober 2016    | 3    | 2:13 | Stockholm, Sverige        |                                                              |
| Vinst    | 24-12 | Morten Djursaa       | Domslut (enhälligt)     | Superior Challenge 15                      | 1 april 2017      | 3    | 2:13 | Stockholm, Sverige        | Vann welterviktstiteln                                       |
| Vinst    | 25-12 | Anton Radman         | TKO (slag)              | Superior Challenge 16                      | 2 december 2017   | 1    | 4:20 | Stockholm, Sverige        | Försvarade welterviktstiteln                                 |
| Vinst    | 26-12 | Marcin Bandel        | Domslut (enhälligt)     | Superior Challenge 18                      | 1 december 2018   | 3    | 5:00 | Stockholm, Sverige        | Försvarade welterviktstiteln                                 |
| Förlust  | 26-13 | Patrik Pietilä       | Domslut (enhälligt)     | Superior Challenge 19                      | 11 maj 2019       | 3    | 5:00 | Stockholm, Sverige        | Icke-titelmatch                                              |